# Brassai Zoltán (orvos)
Brassai Zoltán (Marosvásárhely, 1935. március 27. –) belgyógyász orvos, egyetemi tanár, az MTA külső tagja.

## Életpályája
1958-ban elvégezte a Marosvásárhelyi Orvosi és Gyógyszerészeti Egyetemet. Ugyanott a klinikákon dolgozott 1960-ig. 1961–1964 belgyógyász alorvos, majd szakorvos a gyulakutai és szászrégeni  kórházakban. 1965-ben visszakerült az egyetemre tanítani. 1979-től az orvostudományok doktora. 1973–1974-ben francia állami ösztöndíjjal a párizsi Broussai Klinika munkatársa. Volt vezetője a Belgyógyászati Kliikának és dékánja az orvosi karnak. Belgyógyász professzorként ment nyugdíjba, professor emeritus. 1998-tól az MTA külső tagja.

## Munkássága
Kutatási területe: belgyógyászat, szív- és érrendszeri megbetegedések. Több mint 200 szakdolgozatot publikált, öt egyetemi jegyzet és négy monográfia (társ)szerzője.

## Publikációi magyarul
- Végtagkeringési zavarok új kezelési lehetőségei. Székfoglaló előadások a Magyar Tudományos Akadémián. (2000)

### Díjak
- A Magyar Köztársasági Érdemrend tisztikeresztje: 2009
- Lencsés György ars medica díj: 2006
- Genersich Antal-díj: 2005
- Román Köztársasági Érdemrend I. fokozat: 2000
- Men of Achievement (Cambridge): 1997
- Román Tudományos Akadémia Díja: 1981

### Szervezeti tagság
- Magyar Tudományosság Külföldön Elnöki Bizottság
- MTA Kolozsvári Területi Bizottság
- Határon Túli Magyar Orvosok Bizottsága
- Erdélyi Múzeum-Egyesület
- Magyar Egészségügyi Társaság
- Magyar Hipertónia Társaság (díszelnök)
- New York Academy of Sciences
- Central European Vascular Forum, Prága
- International Union of Angiology, Rochester
- Societe Française d'Angiologie
- WHM Academy, Boston